# Полсон (Монтана)
Полсон (англ. Polson) — місто (англ. city) в США, в окрузі Лейк штату Монтана. Населення — 5148 осіб (2020).

## Географія
Полсон розташований за координатами 47°41′22″ пн. ш. 114°8′38″ зх. д. / 47.68944° пн. ш. 114.14389° зх. д. (47.689478, -114.143929).  За даними Бюро перепису населення США в 2010 році місто мало площу 10,80 км², з яких 10,72 км² — суходіл та 0,09 км² — водойми.

### Клімат
| Клімат : Полсон                    | Клімат : Полсон | Клімат : Полсон | Клімат : Полсон | Клімат : Полсон | Клімат : Полсон | Клімат : Полсон | Клімат : Полсон | Клімат : Полсон | Клімат : Полсон | Клімат : Полсон | Клімат : Полсон | Клімат : Полсон | Клімат : Полсон |
| Показник                           | Січ.            | Лют.            | Бер.            | Квіт.           | Трав.           | Черв.           | Лип.            | Серп.           | Вер.            | Жовт.           | Лист.           | Груд.           | Рік             |
| Абсолютний максимум, °C            | 14,4            | 18,9            | 23,3            | 28,9            | 32,8            | 36,7            | 40,0            | 38,3            | 33,9            | 28,3            | 21,7            | 16,7            | 40,0            |
| Середній максимум, °C              | 0,3             | 3,4             | 8,2             | 14,0            | 18,8            | 23,1            | 27,5            | 27,3            | 21,1            | 13,7            | 5,1             | 0,6             | 13,6            |
| Середня температура, °C            | −3              | −0,6            | 3,2             | 7,8             | 12,2            | 16,2            | 19,7            | 19,7            | 14,2            | 8,1             | 1,4             | −2,6            | 8,1             |
| Середній мінімум, °C               | −6,4            | −4,7            | −1,8            | 1,6             | 5,5             | 9,2             | 11,9            | 11,9            | 7,3             | 2,5             | −2,2            | −5,8            | 2,5             |
| Абсолютний мінімум, °C             | −34,4           | −32,8           | −23,3           | −18,3           | −8,3            | −3,3            | 2,8             | −0,6            | −8,9            | −17,2           | −29,4           | −31,7           | −34,4           |
| Норма опадів, мм                   | 28              | 22              | 26              | 34              | 59              | 54              | 33              | 34              | 33              | 27              | 29              | 30              | 409             |
| ---------------------------------- | --------------- | --------------- | --------------- | --------------- | --------------- | --------------- | --------------- | --------------- | --------------- | --------------- | --------------- | --------------- | --------------- |
| Джерело: NOAA (normals, 1971–2000) |                 |                 |                 |                 |                 |                 |                 |                 |                 |                 |                 |                 |                 |

## Демографія
Згідно з переписом 2010 року, у місті мешкало 4488 осіб у 1991 домогосподарстві у складі 1150 родин. Густота населення становила 415 осіб/км².  Було 2506 помешкань (232/км²).
Расовий склад населення:
| - 74,7 % — білих - 15,7 % — корінних американців - 0,8 % — азіатів - 0,2 % — чорних або афроамериканців |

До двох чи більше рас належало 8,0 %. Частка іспаномовних становила 3,4 % від усіх жителів.
За віковим діапазоном населення розподілялося таким чином: 24,2 % — особи молодші 18 років, 56,1 % — особи у віці 18—64 років, 19,7 % — особи у віці 65 років та старші. Медіана віку мешканця становила 40,0 року. На 100 осіб жіночої статі у місті припадало 88,2 чоловіків;  на 100 жінок у віці від 18 років та старших — 83,1 чоловіків також старших 18 років.
Середній дохід на одне домашнє господарство  становив 43 032 долари США (медіана — 32 359), а середній дохід на одну сім'ю — 53 229 доларів (медіана — 45 602). Медіана доходів становила 39 299 доларів для чоловіків та 25 673 долари для жінок. За межею бідності перебувало 21,2 % осіб, у тому числі 23,6 % дітей у віці до 18 років та 12,3 % осіб у віці 65 років та старших.
Цивільне працевлаштоване населення становило 1955 осіб. Основні галузі зайнятості: освіта, охорона здоров'я та соціальна допомога — 29,5 %, роздрібна торгівля — 18,0 %, науковці, спеціалісти, менеджери — 13,9 %, публічна адміністрація — 10,3 %.